# Rund funk
"Rund funk" er en sang af den danske gruppe Shu-bi-dua og stammer fra deres sjette album, Shu-bi-dua 6. Såvel melodi som tekst er lavet af Shu-bi-dua selv. "Rund funk" er et funk-nummer, hvor sangtitlen bevidst spiller på dobbeltheden af det tyske radiosendingsbegreb rundfunk og musikgenren funk. Foruden Michael Bundesen medvirker også sangerinden Mona Larsen på nummeret. Teksten handler om en (ubestemmelig) norsk prins' forhold til en "….nattens dronning i lyserød satin".

## Udgivelsen
Nummeret udkom som LP-single i 1979 og havde "Brdr. Gebis" som B-side. "Rund funk" blev populært blandt Shu-bi-duas fans, især i årene lige efter udgivelsen.

## Rund funk (Funkshow's Remix)
I år 2000 udgav værterne Henrik Milling og Nicolai Molbech fra radioprogrammet Funkshowet, en opdateret remix-version af "Rund funk" med mere indbygget percussion. Remixet blev flittigt spillet i radioen, og Shu-bi-dua valgte at lade remix-nummeret indgå på deres 17. album.

## Medvirkende
- Michael Bundesen: Sang
- Mona Larsen: Sang
- Michael Hardinger: Guitar, kor
- Claus Asmussen: Guitar, kor
- Kim Daugaard: Bas
- Jens Tage Nielsen: Klaver, el-orgel, kor
- Bosse Hall Christensen: trommer